# Lika-Senj
Lika-Senj (Kroatisch: Ličko-senjska županija) is een provincie in Kroatië waar het gebied de Lika en delen van de Noord-Adriatische kust onder vallen, vlak bij de stad Senj, inclusief het noordelijke deel van het eiland Pag. De provincie grenst aan de provincies Karlovač in het noordoosten, Primorje-Gorski Kotar in het noordwesten en Zadar in het zuiden; in het oosten grenst ze aan de staat Bosnië en Herzegovina.
Het administratieve centrum van Lika-Senj is Gospić. De provincie beslaat een gebied van 5353 km².
Deze provincie is de provincie met de kleinste bevolking (volkstelling 2001: 53.677 inwoners) en is ook een van de armste provincies van het land. In deze provincie liggen de Plitvicemeren en het Velebitgebergte.
De bevolking van de provincie daalt al een eeuw. In de volkstelling van 2021 is de bevolking verder gedaald naar 42,893. Rond het begin van de 20e eeuw was de bevolking nog ruim 180,000.
Volgens de volkstelling van 2021 is de gemiddelde bevolkingsdichtheid gedaald van rond de tien in 2001 naar ongeveer acht (8.013/km²). 

## Demografie
Volgens een volkstelling in 2001 wonen er (zoals hierboven vermeld) 53.643 mensen in Lika-Senj; er zijn 19.900 huishoudens. Van de inwoners is 86,15% etnisch Kroatisch en 11,54% etnisch Servisch.
Zo'n 20,8% van de bevolking is onder de 19 jaar, 20,8% zit tussen de 19 en 60 en 30,9% is boven de zestig.

## Bestuurlijk indeling
De provincie Lika-Senj is onderverdeeld in:
- De stad Gospić
- De stad Novalja
- De stad Otočac
- De stad Senj
- De gemeente Brinje
- De gemeente Donji Lapac
- De gemeente Karlobag
- De gemeente Lovinac
- De gemeente Perušić
- De gemeente Plitvička Jezera
- De gemeente Udbina
- De gemeente Vrhovine

## Provinciale regering
- Župan (prefect): Milan Jurković (HDZ)

De provinciale assemblee, met als voorzitter Petar Krmpotić (HDZ), is samengesteld uit 45 vertegenwoordigers. In 2005 zijn voor het laatst verkiezingen gehouden, waar de volgende samenstelling uit voort is gekomen:
- HDZ-DC: 26
  - Kroatische Democratische Unie (HDZ)
  - Democratisch Centrum (DC)
- HSS-SDP-HNS: 10
  - Kroatische Boerenpartij (HSS)
  - Sociaaldemocratische Partij van Kroatië (SDP)
  - Kroatische Volkspartij (HNS)
- Onafhankelijke Democratische Servische Partij (SDSS): 3
- Kroatische Partij van Rechtsen (HSP): 3
- Servische Volkspartij (SNS): 3